# Secrétariat d'État à la Politique territoriale et aux Travaux publics
Le secrétariat d'État à la Politique territoriale et aux Travaux publics d'Espagne (en espagnol : Secretaría de Estado de Política Territorial y Obras Públicas) est le secrétariat d'État chargé des infrastructures routières, ferroviaires et hydrauliques entre 1993 et 1996.
Il relève du ministère des Travaux publics et des Transports.

## Missions

### Organisation
Le secrétariat d'État s'organise de la manière suivante,,, : 
- Secrétariat d'État à la Politique territoriale et aux Travaux publics (Secretaría de Estado de Política Territorial y Obras Públicas) ; 
  - Direction générale des Routes (Dirección General de Carreteras) ; 
    - Sous-direction générale de la Planification ;
    - Sous-direction générale de la Technologie et des Projets ;
    - Sous-direction générale des Programmes et des Budgets ;
    - Sous-direction générale de la Construction
    - Sous-direction générale de la Conservation et de l'Exploitation ;
    - Secrétariat général ;

  - Direction générale des Travaux hydrauliques (Dirección General de Obras Hidráulicas) ; 
    - Sous-direction générale de la Planification hydrologique ;
    - Sous-direction générale de l'Administration et des Normes ;
    - Sous-direction générale des Projets et des Travaux ;
    - Sous-direction générale du Service géologique ;

  - Direction générale des Infrastructures de transport ferroviaire (Dirección General de Infraestructura del Transporte Ferroviario) ; 
    - Sous-direction générale des Plans et des Projets ;
    - Sous-direction générale de la Construction ;

  - Direction générale de la Planification territoriale (Dirección General de Planificación Territorial) ;
  - Direction générale des Actions concertées dans les villes (Dirección General de Actuaciones concertadas en las Ciudades).

## Titulaires
| Titulaire | Titulaire             | Début      | Fin        | Parti | Ministre      |
| --------- | --------------------- | ---------- | ---------- | ----- | ------------- |
|           | José Alberto Zaragoza | 22/12/1993 | 11/05/1996 | Sans  | Josep Borrell |